# Cosma I di Alessandria (copto)
Papa Cosma I di Alessandria (in copto Ⲕⲟⲥⲙⲁ, in arabo قسما‎?, conosciuto in italiano anche come Cosimo; Egitto, ... – Alessandria d'Egitto, 10 giugno 730) è stato il 44º papa della Chiesa copta, dal 729 fino alla sua morte.

## Biografia
Era un monaco che seguiva la dottrina di San Macario il Grande. Venne scelto come nuovo papa della Chiesa copta contro il suo volere e per questo pregò Dio affinché la sua anima potesse riposare al più presto.